# Argostemma anisophyllum
Argostemma anisophyllum är en måreväxtart som beskrevs av Elmer Drew Merrill. Argostemma anisophyllum ingår i släktet Argostemma och familjen måreväxter. Inga underarter finns listade i Catalogue of Life.